# 联盟2号运载火箭
聯盟2號運載火箭（羅馬化：Soyuz-2）是俄羅斯基於苏联聯盟系列運載火箭研發的一种三级运载火箭
。2.1a、2.1b 和 2.1v都屬於聯盟二號系列。與之前的聯盟號版本相比，配備了升級的發動機和改進的噴射系統。
值得注意的是，联盟2号的分级方式与某些火箭不同：助推器被视为第一级，而中央芯级是第二级。对莫尼亚轨道或地球同步轨道等更高轨道的发射，可以选加上面级。最常用的上面级是佛盖特，也可以选用伏尔加 (Volga) 上面级。这些上面级具有独立的飞行控制和遥测系统。
联盟2号运载火箭沿用其前身R-7系列火箭的发射设施，即哈萨克斯坦拜科努尔航天发射场的31号发射台与俄罗斯西北普列谢茨克航天发射场的43号发射台。此外，2011 年在圭亚那太空中心联盟号发射场、 2016 年在俄罗斯东部的东方航天发射场 1S 发射台都发射过联盟2号。然而，在 2022 年俄罗斯入侵乌克兰后，联盟2号在圭亚那的发射暂停。
联盟2号运载火箭分别在2010、2017和2019年取代了闪电-M型、联盟-U型和联盟-FG型运载火箭。

## 型號

### 2.1a
联盟-2.1a 型火箭在其助推器和中央芯级上采用了升级版的 RD-107A 发动机，该发动机改进了助推剂喷注系统，以提高整体性能。
2.1a 型还配备数字飞行控制系统，取代了联盟号此前型号火箭使用的模拟系统。该系统使火箭能够在飞行中调整轨迹（模拟系统缺乏此功能），免去了复杂的发射台回转调校。 数字飞行控制系统还还使火箭能够运载尺寸更大的商业卫星，这种卫星需要更宽更大的整流罩。而更大的整流罩在空气动力学意义上带来的不稳定性太大，旧式模拟控制系统无法处理。第三级仍使用舊的聯盟號發動機RD-110。当配置更大的 ST 整流罩时，2.1a 有时也被称为 ST-A。
联盟-2.1a 型火箭于 2004 年 11 月 8 日，从普列谢茨克航天发射场 43 号发射台首次发射，载荷为模拟天顶 8 号卫星尺寸和重量的样品。 联盟 ST-A 型火箭于 2011 年 12 月 17 日从圭亚那太空中心首次发射，载有四颗卫星。

### 2.1b
2.1b进行了发动机的升级（RD-0124），大大增加了末级的比冲（326-359秒），从而将运力由7吨提高到8.2吨。同时增加了上面级運作時間，2008年7月26日从普列谢茨克航天发射场43号发射台进行了首次发射，携带了机密的军事载荷。 当配置更大的 ST 整流罩时，2.1b有时也被称为 ST-B。联盟ST- B 于2011年10月21日从圭亚那太空中心进行首次发射并取得了成功，携带两颗伽利略IOV卫星。

### 2.1v
2.1v是聯盟2號輕型版本，配置了更强大的中央芯级，沒有側面助推器。

## 發射場
主要用戶為阿丽亚娜空间和俄罗斯航天国家集团，發射場包括： 
- 拜科努尔航天发射场
- 普列谢茨克航天发射场
- 圭亞那太空中心
- 东方航天发射场

## 發射紀錄
2006年以來，聯盟二號火箭累計發射149次，成功142次，成功率95.3%。
- Failure
- Partial failure
- Success
- Scheduled

## 備註
1. ↑  200 km（120 mi） circular LEO 51.8° inclination from 拜科努尔航天发射场
2. ↑  820 km（510 mi） SSO (搭配佛盖特上面级從圭亞那太空中心發射)
3. ↑  1,500 m/s（4,900 ft/s） ΔV deficit GTO (搭配佛盖特上面级從圭亞那太空中心發射)
4. ↑  (with 佛盖特上面级 from 拜科努尔航天发射场)
5. ↑  (with 佛盖特上面级 from 圭亞那太空中心)